# Elixir
Un elixir este un lichid dulce folosit în scopuri medicale, pentru a fi luat pe cale orală și destinat să vindece boala cuiva. Când este utilizat ca preparat farmaceutic, un elixir conține cel puțin un ingredient activ conceput pentru a fi administrat pe cale orală.

## Etimologie
Cuvântul a fost introdus în engleza medie târzie (late Middle English), prin latină din arabă al-ʾiksīr (الإكسير), care, la rândul său, este arabizarea grecescului xērion (ξήριον) „pulbere pentru uscarea rănilor” (din ξηρός xēros „uscat”). Timp de secole, elixirul a însemnat în primul rând un ingredient folosit în alchimie, fie referindu-se la un lichid care se presupune că transformă plumbul în aur, fie la o substanță sau lichid despre care se crede că vindecă toate bolile și dă viață veșnică.